# Хезболла
«Хезболла́» («Хезболлах», араб. حزب الله‎ Х̣избу ’лла̄х, дословно — «партия Аллаха» — выражение взято из Корана) — военизированная ливанская шиитская организация и политическая партия, выступающая за создание в Ливане исламского государства по образцу Ирана.
«Хезболла» пропагандирует и практикует военный джихад. Она неоднократно призывала к уничтожению Израиля, заявляя, что еврейское государство не имеет права на существование. С момента своего основания «Хезболла» использовала террор в ответ на военное превосходство Израиля, устраивая рейды и нападения смертников на войска ЦАХАЛа и их объекты в Ливане. Она также связана с серией террористических атак против США и Израиля, включая взрывы грузовиков-смертников в Бейруте, два крупных нападения на еврейские объекты в Аргентине — взрыв посольства Израиля в 1992 году и взрыв еврейского общинного центра в 1994 году. С 2023 года «Хезболла» обстреливает север Израиля, поддерживая ХАМАС в его войне с Израилем.
Правительство США считает, что «Хезболла» активно вовлечена в незаконный оборот наркотиков и отмывание денег. Как террористическая организация запрещена в Канаде, США, Израиле и Египте, Лигой арабских государств (с марта 2016 года), а также частично в ЕС, Австралии и Великобритании. В 2018 году Госдепартамент США назвал «Хезболлу» одной из пяти крупнейших преступных организаций мира.
Становление «Хезболлы» проходило на фоне израильской оккупации Южного Ливана, датой формирования называют 1982—1983 годы. В своём манифесте 1985 года «Хезболла» заявила, что её основной целью является уничтожение Израиля и ликвидация западного влияния в Ливане и на всём Ближнем Востоке. В 1992 году организация впервые приняла участие в ливанских выборах и в последующие два десятилетия стала одной из крупнейших политических сил в стране. «Хезболла» контролирует бо́льшую часть шиитских территорий Ливана: южный Бейрут, южный Ливан и восточную часть долины Бекаа.
«Хезболла» сохраняла тесные связи с сирийским режимом Асада и продолжает поддерживать отношения с иранским режимом. Иран оказывает решающую поддержку фонду «Хезболлы» и остаётся основным покровителем группировки. Во время Гражданской войны в Сирии «Хезболла» выступала в качестве одного из союзников Башара Асада и предоставила режиму до 10 тыс. боевиков, хотя точное число сражавшихся неизвестно.

## Формирование

### Предыстория
Ливан обрёл независимость в 1943 году, тогда же основные силы согласовали Национальный пакт, определивший основные параметры нового многоконфессионального государства. Однако шииты оставались экономически и политически маргинализованной группой населения. Предпосылки для формирования сильной общины появились только в конце 1970-х годов, когда израильская оккупация и исламская революция в Иране подтолкнули шиитов к объединению в первые военные группировки. После начала Гражданской войны 1975 года в Ливане укоренилось несколько движений исламского возрождения, подогреваемых растущим недовольством шиитов. Наиболее известным из них являлось движение Амаль, с которым связывают появление «Хезболлы». Целью группы было добиться большего уважения к шиитскому населению Ливана и увеличить долю государственных ресурсов, выделяемых югу страны. Хотя внимание к шиитским группировкам росло, эта группа населения, составлявшая к началу 1980-х 40 % населения Ливана, чувствовала себя недостаточно представленной в политической и экономической жизни страны.

### Гражданская война
«Хезболла» была создана во время гражданской войны в Ливане группой радикальных шиитских священнослужителей при финансовой поддержке Ирана. Изначально она представляла собой разрозненные подпольные террористические ячейки, выступавшие за военный ответ на израильскую оккупацию Ливана. Эти боевики под Хусейна аль-Мусави сформировали новую организацию, которую первоначально назвали Исламский Амаль. Остаётся неясным, отделились ли исламистские члены Амаль от более крупной группы с таким же названием, образовав «Хезболлу», или Исламский Амаль был просто более ранней версией «Хезболлы». Духовным лидером новой радикальной шиитской группировки стал Мухаммад Хусейн Фадлаллах. Существует также мнение, что террористы объединились вокруг лидера южно-шиитского сопротивления шейха Рагеба Хабара. Молодые бойцы новой организации прошли обучение под руководством 1500 стражей исламской революции, прибывших из Ирана.
Годом основания «Хезболлы» большинство разных исследователей считают 1982, но некоторые указывают на 1983-й, когда боевики совершили первые теракты, или 1985-й, когда они опубликовали первый манифест.
Используя разные названия, в том числе «Организация исламского джихада» и «Организация угнетённых на Земле», организация оставалась в подполье до 1985 года, когда она опубликовала манифест, осуждающий Западный мир. В документе лидером движения был назван иранский лидер аятолла Хомейни, также в нём была отражена основная цель «Хезболлы» — сопротивление израильскому вторжению в Ливан. Позднее бывший израильский министр Эхуд Барак потвердил влияние оккупации на формирование организации: «Когда мы вошли в Ливан… там не было Хезболлы. Шииты с юга приняли нас с ароматным рисом и цветами. Именно наше присутствие там создало Хезболлу».
В основе «Хезболлы» военный джихад. С момента своего основания она использовала террор в ответ на военное превосходство Израиля, устраивая рейды и нападения смертников на войска ЦАХАЛа и их объекты в Ливане. Она первой применила технику комплексной террористической атаки, когда рано утром 23 октября 1983 года террористы-смертники синхронно взорвали бейрутские казармы морской пехоты США и жилой дом, в котором проживал контингент французских миротворцев. Позднее лидеры «Хезболлы» заявляли, что именно из-за их атак ЦАХАЛ был вынужден вывести войска из примерно половины оккупированных к 1985 году территорий южного Ливана, стараясь минимизировать возможность для новых взрывов. С помощью тактики террора «Хезболла» также вынудила правительства США и Франции вывести свои миротворческие силы из Ливана. Одновременно разногласия между ливанскими группировками привели к столкновениям «Хезболлы» с другой крупной группировкой — Амаль, — которая опасалась радикализации шиитов на юге страны.
Подписание Таифского договора в 1989 году создало основу для шиитской политической повестки, когда договор закрепил статус про-шиитской «Хезболлы» как «силы сопротивления» и разрешил ей сохранить военную мощь при разоружении других ополченцев в стране. Лидеры организации заявили, что соглашение не смогло устранить недостатки старой системы, так как оно «поддерживает маронитскую систему и усиливает израильскую оккупацию». Но признавали важность гражданского мира, государственной и институциональной реконструкции.
В 1991 году после шестнадцатилетней Гражданской войны в Ливане многие ополченцы согласились разоружиться. На тот момент страна фактически находилась под контролем Сирии, которая при поддержке Ирана позволила «Хезболле» сохранить свой арсенал и даже расширить его в интересах борьбы с Израилем. Сирийцы также позволили ей контролировать шиитские гетто на юге Бейрута, бо́льшую часть долины Бекаа и южно-ливанской границы с Израилем. Так, в 1990-х годах организация обстреливала ракетами «Катюша» северный Израиль и устраивала засады на израильские войска в зоне безопасности. В ответ в 1996 году ЦАХАЛ провёл операцию «Гроздья гнева», чтобы остановить бомбардировки «Хезболлой» северной границы Израиля.
24 мая 2000 года Израиль вывел все свои войска из южного Ливана, положив конец 22-летнему военному присутствию. Позднее «Хезболла» объявила, что Израиль всё ещё оккупирует небольшую территорию ливанской земли под названием Фермы Шебаа. Организация Объединённых Наций постановила, что территория не является частью Ливана, а принадлежит к оккупированным Голанским высотам Сирии. «Хезболла» не согласилась и с одобрения Сирии продолжила частые нападения на израильские аванпосты в Шебаа. «Хезболла» продолжила говорить об оккупации ливанских земель, чем оправдывала свой отказ разоружиться. Однако фактические цели организации были масштабнее — она намеревалась «положить конец всему раковому сионистскому проекту».
Роль «Хезболлы» при отступлении израильских войск из южного Ливана принесла ей признание среди шиитского населения, а также в целом в арабском и исламском мире. «Хезболлу» называли одной из самых успешных террористических организаций в современной истории. По мнению отдельных экспертов, позднее именно у неё Аль-Каида переняла стратегию «хореографического насилия». К 2023 году «Хезболла» являлась самым влиятельным политическим игроком в Ливане.

## Организация
- Генеральный секретарь «Хезболлы» — Хасан Насралла[35]
- Заместитель генерального секретаря — шейх Наим Касем[36].
- Медийный пресс-секретарь — Ране Сахили[37].
- Глава политического совета  — Ибрагим Амин Аль-Сайед[38].
- Глава Исполнительного совета — Хашим Сафи ад-Дин[35].
- Глава фракции «Хезболлы» в ливанском парламенте  — Мухаммад Раад[англ.][39].
- Члены Ливанского парламента от «Хезболлы»  — Раед Акиф Берро, Амин Мохаммад Шерри[англ.], Али Фадель Аммар[англ.], Хасан Мохаммед Али Эззеддин, Хусейн Саид Джечи, Али Рашид Файяд[англ.], Хасан Низамдин Фадлаллах, Рами Анис Абу Хамдан, Али Мохамад Салман Башир Эль Мокдад, Хусейн Али Эль Хадж Хасан[англ.], Ибрагим Али Эль Мусави[англ.], Ихаб Арва Хмаде, Хасан Эззиедине[40][41].
- Член Центрального совета и представитель на юге Ливана — шейх Набиль Каук[42][43].
- Духовный лидер «Хезболлы» — шейх Абдула Карим Убейд[44].

На момент основания «Хезболла» не имела чёткой структуры. Сторонники отказывались называть её организацией, так как её члены «не имеют карточек и не несут никаких конкретных обязанностей». После Гражданской войны в Ливане группа реорганизовалась и превратилась в «высоко структурированную, сложную и жёстко контролируемую машину». После этих преобразований «Хезболла» достигла пика институциональной слаженности — и с 1990-х годов структура не претерпела никаких серьёзных изменений. Однако доступная информация о ней остаётся ограниченной из-за скрытности организации.
Известно, что «Хезболла» организована по принципу коллективного управления. Партию возглавляет Меджлис аш-Шура или Консультативный совет, который отвечает за законодательные, исполнительные, судебные, политические и военные вопросы. В разные годы орган включал 7—12 членов; из них два места были закреплены за иранскими представителями, большинство — обычно занимали священнослужители. Например, в разное время в него входили Сайид Ибрагим аль-Амин, Сайид Хасан Насралла (также генеральный секретарь в 1992—2024 годах), шейх Наим Касем, шейх Субхи аль-Туфайли и шейх Абу Салем Яги, Аятолла Шейх Фадлалла, которого называли духовным руководителем «Хезболлы». Также в совет входят руководители военизированных формирований. Многие из них иранцы, такие как Мухаммад Хасан аль-Аскари и Ахмад Садики. В случае разногласий среди членов комитета они обращаются к Верховному лидеру Ирана, что происходит нечасто после смерти первого лидера страны Хомейни в 2010-м.
Главному органу «Хезболлы» подчиняется ряд советов — исполнительный, юридический, политический, идеологический, социальный, джихада, а также политический советник. Органы управления на местах в долине Бекаа, Бейруте и на юге страны разделены подобным же образом.
Организация отличается высокой сплочённостью, почти все её лидеры были шиитскими алимами, получившими образование в религиозной семинарии в Наджафе. Первым лидером «Хезболлы» был Субхи аль-Туфайли (1989—1991 годы). После внутренних разногласий и борьбы за власть Туфайли уступил свой пост в 1991 году Аббасу аль-Мусави, а в 1992 году отделился от группировки, обвинив её в «умеренности». Он также раскритиковал группу за то, что она является частью национального правительства. Он призвал к «общественному мятежу и гражданскому неповиновению, например, к удержанию налогов и коммунальных платежей». Туфайли был исключён из «Хезболлы» в январе 1998 года за политические разногласия.
Шейх Аббас Мусави был убит в феврале 1992 года во время обстрела кортежа израильскими войсками. Это стало самым крупным нападением на чиновника «Хезболлы» и привело к серии терактов. В 1992—2024 годах пост главного секретаря занимал Хасан Насралла, который фактически управлял всеми делами партии, при необходимости созывая собрания.
Помимо главного аппарата организация включает неформальную сеть сторонников по всему миру, которая осуществляет финансовую, материально-техническую и оперативную поддержку. Через них группировка собирает средства, приобретает оружие, получает фальшивые документы, оставаясь формально не причастной. Также «Хезболла» включает подразделение Партийной безопасности (Амн аль-Хизб), которому поручено защищать руководство организации. С 1990-х годов оно также носит полицейскую функцию. На 2016-й оно включало около 200 человек под руководством Махмуда Хайдара, действующих по принципу «Отряда 17» ФАТХа. Кроме того, с 2006 года совет джихада «Хезболлы» передал многие функции оперативной безопасности местным военным командирам на юге Ливана, на которых была возложена ответственность как за функции безопасности, так и за контрразведывательные функции.

## Финансирование и зависимость от Ирана
С момента своего создания «Хезболла» получила бо́льшую часть своего финансирования из Ирана — в частности, от иранских сил «Кудс» Стражей исламской революции. Зачастую средства поступали через сирийских посредников. В 1994 году иранское финансирование организации составляло около $100 млн в год, в последующее десятилетие оно выросло вдвое. К 2017 году иранский бюджет «Хезболлы» вырос до $800 млн в год. Также организация в разное время получала финансирование из Катара, от частных сторонников в США и ЕС. В конце 2010-х годов журналисты оценивали годовой бюджет «Хезболлы» примерно в $1 млрд.
Дополнительно от Ирана могут поступать дотации на идеологические цели. Например, после смерти палестинского лидера Ясира Арафата «Хезболла» получила дополнительные $22 млн от иранской разведки для поддержки палестинских террористических группировок и разжигания нестабильности. Часть иранской поддержки поступает в виде денежных средств, другая — в виде оружия и материальных благ. Например, иранские грузовые самолёты доставляют вооружение «Хезболле» регулярными рейсами в Дамаск из Тегерана.
Партия публично заявила о своей преданности Ирану, который, по словам Насраллы, «вооружает, кормит, финансирует и вдохновляет» «Хезболлу». Однако зависимость организации от Ирана лишает группировку автономности. Задокументированным примером доминирующей роли Ирана над «Хезболлой», является роль Тегерана во взрыве еврейского общинного центра в Буэнос-Айресе. По свидетельству высокопоставленного иранского перебежчика, решение о подрыве здания было принято на встрече высокопоставленных лиц в Иране 14 августа 1993 года. Иран также поддержал участие «Хезболлы» в палестино-израильском конфликте и оказывал поддержку палестинским боевикам.
В 2019 году группа столкнулась с внутренними разногласиями и серьёзными экономическими проблемами. Американские санкции против Ирана существенно повлияли на финансирование группировки. Это заставило «Хезболлу» резко сократить количество подразделений, программы социального обеспечения, которые она спонсировала в Ливане, и заработную плату персоналу.
Чтобы обеспечить финансовую независимость, организация диверсифицирует источники дохода за счёт торговли наркотиками и людьми, контрабанды алмазов, отмывания денег, пропагандистского телевидения, местных поборов и благотворительных пожертвований. Согласно оценкам на 2021 год, только наркоторговля приносит группировке около $1 миллиарда в год, что сопоставимо с иранскими субсидиями. Но цифра может быть сильно занижена. Кроме того, Иран и «Хезболла» участвуют в поставках оружия на миллионы долларов в Йемен, Африку, Ирак и ряд других охваченных войной государств.
В 2008—2016 годах Управление по борьбе с наркотиками США расследовало маршруты контрабанды «Хезболлы». Оно установило, что боевики выявляли предприятия, которые могли бы быть прибыльными и полезными в качестве прикрытия для торговли кокаином, и покупали в них финансовые доли. Так, только за 2007—2011 годы «Хезболла» с помощью Ливанско-канадского банка и обменных пунктов отмыла $300 млн. В 2011 году лидером глобальной сети по отмыванию денег для «Хезболлы» был признан Айман Саид Джумаа, который ежемесячно проводил через конторы на четырёх континентах более $200 млн. Подозреваемый в отмывании денег в США, Ливане, Бенине, Панаме, Колумбии и Конго сторонник «Хезболлы» использовал ливанские обменные пункты для своих операций. Для контроля за отмыванием средств и незаконных продаж внутри организации был создан специальный орган, который возглавил террорист Имад Мугние.
К другим источникам дохода относятся контрабанда сигарет и авто, шантаж и вымогательства. Например, в 2002 году в Северной Каролине был арестован мужчина, занимавшийся в интересах «Хезболлы» контрабандой сигарет на сумму нескольких миллионов долларов. Минимум в 1990—2005 годах боевики получали прибыль от сети контрабанды сигарет в США. В 2004 году американские дипломаты в Западной Африке публично обвинили «Хезболлу» в том, что она «систематически выкачивала прибыль» из местных торговцев алмазами, отчасти путём угроз. Позднее «Хезболла» неоднократно собирала пожертвования, угрожая ливанцам за границей внести их родственников в «чёрные списки». По данным на 2009-й, средства Хезболле переводили даже благотворительные ливанские организации за рубежом, например, «Проект сироты Ливана». Кроме того, боевики совершали множество грабежей, включая ограбление банка в Швеции в 2009-м.
В качестве гарантии для своих операций по отмыванию средств в Латинской Америке «Хезболла» с 1980-х выстроила сотрудничество с правительством Венесуэлы. Предположительно, оно отмывает деньги «Хезболлы», одновременно предоставляя им материальную поддержку и назначая сторонников организации на видные должности. Например, установлена связь организации с министром промышленности и национального производства Тареком Эль-Айссами, который разыскивается в США из-за незаконного оборота наркотиков. Помощь «Хезболле» также оказывал поверенный в делах Венесуэлы в Сирии Гази Наср ад-Дин. Была установлена связь организации с венесуэльской преступной организацией ФАРК, также были выявлены преступные связи в Гонконге, Центральной Америке, Африке и Канаде.

## Идеология
Главной целью организации стало изгнание израильских войск из Ливана, а также установление исламского режима по иранскому типу. Устав «Хезболлы» 1985 года призывал к уничтожению Израиля и «освобождению почтенного Иерусалима», который она рассматривает как оккупированную арабскую землю. Приверженцы идеологии считают, что еврейское государство не имеет права на существование. Идеология «Хезболлы» сформулирована в основном иранским шейхом Мухаммадом Хусейном Фадлаллой на радикальных политических трудах аятолл Мухаммада Бакира ас-Садра и Рухоллы Хомейни, а также на опыте иранской революции. Тем не менее лидеры движения старались избежать образа агрессивного религиозного фанатизма, чтобы завоевать политическую поддержку большинства. Официальные лица «Хезболлы» призывали к созданию не конфессиональной системы без чёткого определения, тем самым оставляя свои убеждения открытыми для обсуждения.
Хезболла стала первой партией, возглавляемой духовными лицами, которая участвовала в ливанских выборах. Лидерам партии было важно убедить общественность, что они отказались от программы исламизации как от приоритета. Поэтому когда в 1990-х поддержка населения начала расти, организация активно стремилась к сотрудничеству с властями Ливана, к интеграции в социально-политическую жизнь страны. Хотя официально партийные лидеры не отказались от идеи установить в Ливане исламскую республику, в этот период они заявляли, что «объективных условий для создания исламистского государства нет». Однако одновременно боевики «Хезболлы» мобилизовали шиитов вокруг радикальных исламских взглядов. В 2009 году обновлённый устав подчеркнул устремления организации к объединению Ливана, хотя имел меньше сектантских религиозных мотивов и большую открытость к демократии.
Версия фундаментализма «Хезболлы» включает принципы исламской идеологии Ирана, в том числе акцент на борьбе с секуляризмом, несправедливостью и угнетением мусульман иностранцами. Согласно их убеждениям, джихад не только оправдан, но и является священным долгом для искоренения гнёта и узурпации их прав.
«Хезболла» является самым сильным членом просирийского оппозиционного блока Ливана, который противостоит прозападному правительству во главе с Саадом Харири. Лидеры «Хезболлы» неоднократно заявляли о поддержке Сирии, одновременно подчёркивая единство Ливана, выступая против «вмешательства Запада» в дела страны.

## Деятельность

### Политика

#### Становление
В Ливане «Хезболла» является юридически признанной политической партией. Впервые интерес к политике её лидеры проявили в 1989 году, когда после смерти иранского лидера Рухоллы Хомейни в политическом курсе страны-спонсора «Хезболлы» наметился прагматический сдвиг. Шейх Субхи аль-Туфайли считал, что для «Хезболлы» безнадёжно вести джихад против западных стран, когда Иран сам призывал к перемирию. Он выступал за сближение с другими фундаменталистскими и нефундаменталистскими группами и за создание политической партии. Тогда как Хасан Насралла настаивал на ужесточении дисциплины и стремился удержать «Хезболлу» в состоянии постоянного джихада. Это привело к расколу внутри организации, основатель движения Сайид Фадлалла поддержал первую фракцию. Позднее лидеры «Хезболлы» признавали, что вступили парламент, так как «для членов сопротивления естественно иметь политическую опору».
Впервые участие в выборах «Хезболла» приняла в 1992 году, с поддержки верховного лидера Ирана Али Хаменеи. По итогам выборов партия получила 12 мест в ливанском парламенте, состоящем из 128 кресел. «Хезболла» неоднократно переизбиралась на национальных выборах в 1996 (9 мест), 2000 (10 мест), 2005 (14 мест), 2009 (12 мест) и 2018 годах (13 мест). В 2022 году блок сторонников «Хезболлы» получил 58 мест на выборах, из них только 13 — кандидаты партии.
После выборов 2005 года «Хезболла» решительно выступила против правительства премьер-министра Фуада Синьоры, поддерживаемого США и Саудовской Аравией. В 2008 году правительство объявило о плане отключить частный канал «Хезболлы», что привело к массовым столкновениям в Бейруте. Соглашения удалось достичь благодаря Лиге арабских государств, выступившей посредником. Дохийский договор призывал к созданию правительства национального единства и давал оппозиции во главе с «Хезболлой» право вето. По сути, это позволило «Хезболле» полностью остановить работу правительства, если оно отклонилось от программы организации.
Набрав поддержку, организация практически парализовала светскую власть в Ливане. В 2009 году «Хезболла» возглавила парламентский альянс, в основном состоящий из шиитов и христиан. Через год она заблокировала выборы нового президента, неоднократно бойкотируя заседания парламента.
C 2011 года «Хезболлу» называют «самой мощной политической и военной силой в Ливане». Так, в январе правительство Ливана фактически рухнуло, когда в отставку ушли 11 министров-шиитов и их союзников. Министр энергетики Джебран Бассиль заявил, что это решение было вызвано подозрениями трибунала ООН о причастности «Хезболлы» к убийству бывшего премьер-министра Рафика Харири. Новым премьер-министром был назначен Наджиб Микати, которого поддерживала «Хезболла». Организация получила сразу два кресла министров в составе нового правительства, её союзники — большинство.
В 2012—2018 годах политическое влияние «Хезболлы» продолжало расти, несмотря на всё более активное участие в гражданской войне в Сирии и связанную с этим отправку тысяч солдат для поддержки режима Башара Асада и тяжёлые боевые потери. Она пользовалась широкой популярностью благодаря предоставлению социальных услуг и поддержке здравоохранения. В 2016 году на пост президента был избран Мишель Аун, поддерживающий «Хезболлу».
С 2019 года Ливан пребывает в экономическом кризисе и резко разделён между «Хезболлой», её союзниками и противниками, что парализует политическую систему страны.

#### Политические союзы
Для расширения своего влияния «Хезболла» использует своих союзников, над которыми имеет политическое превосходство. Альянс 8 марта между «Хезболлой», христианским Свободным патриотическим движением и другими более мелкими партиями был сформирован после убийства бывшего премьер-министра Рафика Харири в 2005 году. Многие в Ливане обвинили в убийстве «Хезболлу» и сирийский режим Башара Асада, за чем последовали массовые протесты. Союз с христианскими партиями должен был создать образ популярности «Хезболлы» среди разных слоёв населения. Также организация планировала расширить своё влияние за счёт присутствия новых сторонников в государственных органах.
Как и другие политические партии в Ливане, «Хезболла» стремится разместить своих членов на постах министров страны. До 2008 года она имела двух представителей в каждом кабинете министров, в последующие 11 лет она фактически добилась права вето, так как она и её сторонники получили больше трети мест. После массовых антиправительственных протестов, вспыхнувших 17 октября 2019 года, в Ливане впервые был сформирован технократический кабинет из 20 министров. Однако фактически администрация полностью находилась под контролем «Хезболлы» из-за разногласий среди их противников из Коалиции 14 марта.
Влияние «Хезболлы» помогает ей распределять ресурсы в зависимости от собственных нужд. Так, членов «Хезболлы» обвиняли в недобросовестном распределении сельскохозяйственных ресурсов в 2011 году, растрате финансовой помощи ЕС в 2009—2014 годах. Группа также использует связи в Министерстве финансов, чтобы избежать преследования за отмывание средств. «Хезболла» получила в Ливане статус общественно полезной ассоциации, благодаря чему она имеет право на помощь со стороны правительства и муниципалитетов, освобождена от всех налогов и таможенных пошлин на все покупки.

#### Противники
После убийства в 2005 году бывшего премьер-министра Рафика Харири политический ландшафт в Ливане разделился между движениями «14 марта» и «8 марта». В первый альянс вошли все политические партии и голоса, выступающие против сирийской оккупации. Коалицию «8 марта» представляли «Хезболла», Мишель Аун и другие просирийские политики. Хотя движение «14 марта» имело народное и парламентское большинство, оно оставалось раздробленной коалицией без чёткой повестки дня. «Хезболла» использовала не только политические меры для устранения оппонентов. За 11 лет противостояния было убито более 20 лидеров и журналистов «Альянса 14 марта», другие руководители бежали из страны. Среди них, в частности был лидер «14 марта» Саад Харири, который подал в отставку и был практически изгнан из страны. В 2016 году после длительных переговоров он подписал «президентское соглашение», по которому обязался поддержать кандидата «Хезболлы», став премьер-министром, хотя и согласился на сокращение полномочий на этом посту. Это фактически привело к ликвидации Коалиции «14 марта».

### Социальные службы и пропаганда
После вывода израильских войск из южного Ливана в 2000 году социальная политика стала одним из инструментов «Хезболлы» по преобразованию Ливана в исламскую республику. Например, организация восстанавливала дома и предприятия христианских семей, вернувшихся в южный Бейрут. По сообщениям, было реконструировано 5 тыс. домов, а также отремонтированы дороги и инфраструктура. Заявлялось, что компенсацию получили 2,3 тыс. фермеров на юге страны. Также Насралла сообщил, что «Хезболла» выплатила $300 миллионов в качестве компенсации семьям, потерявшим жильё. В 2009 году после взрывов в Ливане представитель «Хезболлы» обещал «всем, кто потерял свой дом или квартиру, мы дадим им 10 000 долларов на юге и в долине Бекаа и 12 тыс. долларов в Бейруте для стабильности, чтобы они могли снять новую квартиру».
Организация имеет комплексную систему социальных услуг и здравоохранения, в основном сосредоточенную на юге Ливана и состоящую из исламского отдела здравоохранения, образовательного и социального отдела. На 2017 год первый из них включал 3 больницы, 12 медицинских центров, 20 лазаретов, 20 стоматологических клиник на юге Ливана. Отдел образования предлагает несколько начальных и средних школ по относительно низкой цене. Сеть социального обеспечения помогает всем ливанцам, независимо от их религиозной или политической принадлежности, и включает фонды, занимающиеся строительством, делами ветеранов и другими задачами. Так, под эгидой «Хезболлы» действуют три ассоциации социального обеспечения: «Джихад аль-Бинаа» занимается строительством домов, разрушенных войной, рытьём колодцев, ремонтом дорог; «Эль-Джарих» занимается протезами и отправляет людей за границу для проведения тяжёлых операций; «Нова Насат аль-Шахид», помогает семьям боевиков.
Основным инструментом пропаганды «Хезболлы» является телеканал «Аль-Манар», который в негативном свете освещает сионистов. На его официальном сайте было открыто заявлено, что целью является «ведение психологической войны». В 2002 году телеканал являлся второй по популярности радиостанцией среди палестинцев на Западном Берегу и в секторе Газа. По опросам журналистов, в этот период в Бейруте, где базируется станция, были распространены антисемитская пропаганда и жители верили, например, что Всемирный торговый центр якобы был разрушен евреями. К 2004 году бюджет «Аль-Манар» составлял $15 млн, в 2006 году он подпал под санкции США, так как «поддерживал усилия группировки по сбору средств и вербовке». Как антисемитский канал заблокирован или недоступен в ряде европейских стран, Австралии и Канаде.
Также «Хезболла» руководит радио «Аль-Нур» и рядом печатных изданий, включая еженедельный журнал Аль-Интикад (ранее — «Аль-Ахд»), который с 1984 года издаётся по всей стране. Организация распространяет пропагандистские плакаты в южных городах страны, в которых Израиль представлен в негативном свете. Одним из элементов пропагандистской деятельности «Хезболлы» является бывшая тюрьма Аль-Хиам на юге. В 1990-х годах ей управляла произраильская Армия Южного Ливана. Заключённые в Аль-Хиаме, где одновременно содержалось почти двести человек, как утверждается, подвергались пыткам электротоком. «Хезболла» превратила комплекс в своеобразный музей, куда, в частности, привозили палестинских беженцев из лагеря близ Бейрута. В 2003, 2007 и 2018 годах «Хезболла» выпустила компьютерные игры, в которых игроки сражались против израильских военных.

### Военная деятельность

#### Командный состав и оснащение
«Хезболла» не разделяет себя конкретно на вооружённые и политические крылья, а её бывший лидер Хасан Насралла заявлял, что группировка не действует как две организации. Военизированные подразделения «Хезболлы» называются «Исламское сопротивление». По оценкам на 2023 год в «Хезболлу» входило более 20 тыс. бойцов, многие из которых хорошо обучены, а также около 30 тыс. временных солдат. В то же время Хасан Насралла заявлял, что группировка насчитывает 100 тыс. боевиков. Элитное подразделение «Хезболлы», «Силы Радавана», составляло в 2020 году около 2500 бойцов. Их вербуют из беднейших жителей бейрутского района Дахия и региона Бекаа вдоль границы Сирии и Ливана, а также, в меньшей степени, из южного Ливана.
По оценкам 2020—2023 годов, количество ракет и миномётов боевиков достигает 100—150 тысяч боеголовок. Эксперты считали, что «Хезболла» имеет в своём арсенале переносные зенитные ракеты, также известно о запасе противокорабельных ракет, дронов. Многие виды оружия группы имеют иранское, российское или китайское происхождение. Например, в разные годы боевики использовали ракеты типа «Катюша», и более мощные ракеты «Раад» (с араб. — «Гром»), «Фаджр» и «Зильзаль» (с перс. — «Землетрясение»). В 2019 году лидер боевиков пригрозил, что их высокоточные ракеты могут достичь Эйлата и Израиль будет полностью «уничтожен» в случае войны.
Во время Гражданской войны в Сирии боевики «Хезболлы» эксплуатировали различные танки российского производства. Они прошли обучение на различных БТР, в том числе на принадлежащих Ливанским вооружённым силам. Кроме того, у «Хезболлы» есть мобильные подразделения, укомплектованные джипами, квадроциклами и мотоциклами.
Предположительно, размещённые на юге Ливана части «Хезболлы» окружены системой глубоких бункеров, туннелей и подземных складов. В сентябре 2023 года Израиль обвинил Иран в строительстве взлётно-посадочной полосы на юге Ливана, которую можно было бы использовать для беспилотников.
В разные годы «Хезболлу» обвиняли в хранении тайников с оружием и нитратом аммония во Франции, Греции, Италии, Испании и Швейцарии. Такие запасы можно было использовать для терактов.

#### Бригады сопротивления и израильская оккупация 1982—2000 годов
6 июня 1982 года Израиль ввёл войска на территорию Ливана, намереваясь нейтрализовать базировавшуюся там Организации освобождения Палестины. Израильские силы продвинулись на север до столицы, осадив преимущественно пропалестинский Западный Бейрут. Вторжение стало катализатором для образования «Хезболлы». Она, помимо точечного террора, вела партизанскую кампанию против израильтян.
В этот период военная мощь «Хезболлы» оценивалась израильтянами как «обычная угроза безопасности», не заслуживающая серьёзного внимания. В 1980-х годах количество военных нападений «Хезболлы» оставалось незначительным, но Насралла заявлял: «Мы были молодым движением, желающим противостоять легендарной армии… несмотря на огромный военный и боевой дисбаланс сил между ними». В этот период боевики сконцентрировались на мобилизации шиитского населения и их обучении, создании военных лагерей. Их операции по нападению на израильские позиции оставались неуспешными, например, атака на Замок Бофорт 1987 года. Потери группировки в этот период составляли 20—30 человек в день.
В целом, ливанские боевики больше полагались на террор, чем на военную силу. Всего в 1988 году в Ливане было совершено 178 атак террористов-смертников против 48 открытых военных столкновений и 18 запусков ракет. Когда «Хезболла» и другие группировки нарастили военную мощь, число прямых столкновений выросло. В 1993 году во время одной из атак «Хезболлы» погибли по меньшей мере пять израильских солдат. Это и обстрел города Кирьят-Шмона реактивными снарядами стало причиной операции «Сведение счётов». В результате семидневной операции были взорваны тысячи зданий, 118 мирных жителей Ливана были убиты и ещё 500 ранены.
После перестрелок на севере Израиля 1996 года, когда израильские города были обстреляны ракетами «Катюша», еврейская сторона начала операцию «Гроздья гнева». Премьер-министр Шимон Перес развернул интенсивную кампанию, чтобы донести ливанскому населению, что операция является ответом на продолжающееся присутствие «Хезболлы». Израильтяне проводили наступление две недели подряд, международное давление на них возросло. И в результате было принято соглашение, которое допускало сопротивление «Хезболлы» силам ЦАХАЛа на территории Ливана.
В 1997 году после убийства одного из сыновей Хасана Насраллы, «Хезболла» сформировала боевую группу «Бригада сопротивления». Базируясь в крупных городах и суннитских общинах Триполи, Сайда, долина Бекаа и в приграничных поселениях, группа превратилась в частное ополчение. Но фактически боевики редко участвовали в военных действиях против Израиля, зато их обвиняли в причастности к наркокартелям. Несмотря на обсуждения разоружения и растущее недовольство общественности, бригады продолжали функционировать и в 2023-м.

#### Война с Израилем в 2006 году
12 июня 2006 года «Хезболла» захватила двух израильских солдат, внезапно атаковав посты израильско-ливанской границы. В ответ еврейские силы вторглись в южный Ливан в попытке вернуть пленных, «Хезболла» ответила ракетными обстрелами городов и посёлков на севере Израиля. Было выпущено до 5 тыс. ракет, что составляло треть арсенала организации. Чтобы оттеснить «Хезболлу» от границы, Израиль начал полномасштабную наземную операцию в Ливане. Тем временем в секторе Газа продолжались столкновения Израиля с ХАМАС и другими палестинскими боевиками. Бои закончились соглашением ООН о прекращении огня 14 августа 2006 года. Документ также призывал к разоружению «Хезболлы», хотя эта цель достигнута не была.
Конфликт принёс серьёзные потери среди гражданских. По данным правительства Ливана, было разрушено или повреждено 30 тыс. домов, 78 медицинских учреждений. 1191 человек погиб и 4409 получили ранения. Более 900 тыс. человек покинули свои дома. По оценкам, треть пострадавших и погибших составили дети. Израиль сообщал, что в результате нападений «Хезболлы» на северные города страны 43 мирных жителя были убиты, 997 получили ранения, пострадало 6 тыс. домов и 300 тыс. человек были вынуждены покинуть свои дома.
14 сентября 2006 года Amnesty International обвинила боевиков «Хезболлы» в военных преступлениях и «серьёзных нарушениях международного гуманитарного права» во время боёв.

#### Последующие столкновения с Израилем
После израильско-ливанской войны «Хезболла» неоднократно обвиняла Израиль в нападениях. В 2008 году один из лидеров организации Имад Мугния был убит в результате взрыва заминированного автомобиля в Дамаске. Хасан Насралла публично обвинил еврейские силы и обещал возмездие. В 2013 году военный лидер «Хезболлы» Хасан аль-Лакис был застрелен возле своего дома. «Хезболла» также обвинила Израиль, хотя тот отрицал свою причастность. Эти покушения дали лидерам боевиков повод игнорировать призывы ООН к разоружению всех формирований — они называли себя защитником Ливана.
В 2010 году «Хезболла» заявила о ливанских правах на газовые месторождения Далит и Тамар, которые располагаются вблизи морской границы двух стран. Израильское правительство заявило, что исключительная офшорная экономическая зона Израиля включает все месторождения. Хотя в 2022 году израильско-ливанское соглашение отнесло морское газовое месторождение Тамар к израильской экономической зоне, «Хезболла» начала обстрел северных территорий соседа «в знак солидарности».
Постоянным объектом ливано-израильских споров являются фермы Шебаа, которую ливанская сторона относит к своим территориям. Зона расположена в районе горного хребта Хермон и сирийских Голанских высот, оккупированных Израилем по результатам Шестидневной войны 1967 года. Когда армия обороны Израиля покинула Ливан в 2000 году, войска сохранили позиции на фермах Шебаа, так как относили их к сирийской земле. Это дало «Хезболле» возможность заявлять об оккупации ливанских владений и несколько десятилетий отказываться от разоружения. Боевики регулярно обстреливают израильские позиции в регионе — только во время атаки 2015 года погибло до 15 солдат. Они продолжали обстрелы региона и после начала войны Израиля с ХАМАС в 2023 году.

#### Конфликт в Сирии в 2011—2018 годы
Когда в 2011 году в Сирии началась гражданская война, «Хезболла» открыто поддержала шиитский режим Башара Асада. Он был важным региональным союзником «Хезболлы», и руководство группировки считало, что сохранение контроля Асада над Сирией необходимо для предотвращения повторной израильской оккупации Ливана. Таким образом, лидер «Хезболлы» стремился к эскалации религиозной вражды в регионе, несмотря на поддержку суннитов в собственной стране. За время конфликта организация послала в Сирию тысячи боевиков, а также совместно с Ираном предоставляла «обучение, консультации, оружие и оборудование».
В начале конфликта «Хезболла» отрицала своё присутствие в Сирии. В октябре 2012 года Насралла заявил, что боевики партии действовали из личных соображений, а не по решению руководства. Вовлечённость «Хезболлы» вызвала общественное осуждение в Ливане, так как многие опасались ответных терактов. Участие боевиков в сирийском конфликте, в частности, раскритиковал бывший генеральный секретарь «Хезболлы» шейх Субхи аль-Туфайли. США добавили «Хезболлу» за её роль в войне в чёрный список сторонников сирийского правительства.
В 2013 году участие «Хезболлы» в конфликте стало открытым, её боевики участвовали в наступлении на Эль-Кусайр и Алеппо. Организация перекинула до 10 тыс. боевиков, хотя точное число сражавшихся неизвестно. К 2014 году «Хезболла» была развёрнута по всей Сирии. В частности, в 2015 году её боевики участвовали в наступлении в районе Каламун в провинции Риф-Димашк, в наступлении на восточный Алеппо, а также осаде Эль-Баба в 2017-м.
В начале 2018 года «Хезболла» начала вывод войск из Сирии. За пять лет боевых действий в Сирии около 2 тыс. боевиков были убиты и 8 тыс. ранены, многим из них было 16 лет. Также организация понесла репутационные потери: «Хезболла» подверглась критике во всём суннитском сообществе. В ответ на помощь режиму Асада Сирия позволила «Хезболле» и иранским боевикам создать сеть, состоящую преимущественно из сирийских боевиков, вдоль Голанских высот как новый фронт с Израилем.

#### Участие в региональных конфликтах и связи
«Хезболла» неоднократно участвовала в конфликтах вне Ливана. Во время Боснийской войны 1992—1995 годов она отправила 150 волонтёров на помощь боснийским мусульманам. После американского вторжения в Ирак в 2003 году «Хезболла» создала «Подразделение 3800», которое обучало и поддерживало иракских шиитских боевиков, снабжало их деньгами и оружием. Австралийские власти отмечали, что фактически «Хезболла» создала повстанческий потенциал в Ираке. Эти отряды сыграли важную роль в планировании нескольких нападений в Ираке, включая атаку на Объединённый координационный центр в Кербеле в 2007 году, в результате которого погибли пять американцев. В 2014 году «Хезболла» также поддержала иракские террористические группировки в их борьбе против религиозно чуждого Исламского государства.
Кампании «Хезболлы» в региональных конфликтах обусловлены зависимостью от Ирана, а не интересами ливанского народа. Например, в ноябре 2017 года боевики «Хезболлы» выпустили баллистическую ракету по международному аэропорту Эр-Рияда. Это была иранская ракета, запущенная «Хезболлой» с территории, оккупированной хуситами в Йемене. В 2020 году бойцы «Хезболлы» обучали шиитских ополченцев в Ираке, в 2022-м Йемене они работали с повстанцами-хуситами. Сообщалось о подготовке шиитских боевиков из Бахрейна и Кувейта и снабжении их оружием.

#### Война на Ближнем Востоке (с 2023)
Ещё в апреле 2023 года Израиль сообщал о более 30 перехваченных ракетах, которые были выпущены со стороны Ливана палестинскими группировками ХАМАС и Палестинский исламский джихад с одобрения «Хезболлы».
После вторжения ХАМАС в Израиль 7 октября 2023 года на следующий день «Хезболла» выступила на стороне ХАМАС и объявила Израилю войну. «Хезболла» начала атаковать вооружёнными группами израильскую границу и неизбирательно обстреливать населённые пункты, находящиеся на севере Израиля. К январю 2024 года из-за этих обстрелов было эвакуировано 96 тысяч жителей северного Израиля. Армия обороны Израиля предприняла ответные меры, нанося авиаудары по скоплению членов группировки, уничтожая также военную технику и оружие «Хезболлы». По оценкам, к середине декабря 2023 года от 20 до 60 тысяч жителей Южного Ливана эвакуировались на север страны самостоятельно или по приказу «Хезболлы».
Атаки стали крупнейшей эскалацией между двумя странами со времён Ливанской войны 2006 года. В июле—сентябре израильским военным пришлось несколько раз применять средства для разгона беспорядков вдоль северной границы и атаковать террористов, проникших через границу. 17-18 сентября 2024 года в Ливане и Сирии произошли массовые взрывы коммуникационных устройств у членов «Хезболлы». 27 сентября в результате израильской бомбардировки был убит лидер «Хезболлы» Хасан Насралла. Также в ходе израильских атак был уничтожен почти весь высший командный состав организации.
В ночь с 30 сентября на 1 октября 2024 года Армия обороны Израиля начала наземную операцию и заняла примерно 5-километровую полосу вдоль границы на территории Ливана, где вела бои с подразделениями «Хезболлы» и уничтожала военную инфраструктуру этой организации (штабы, подземные тоннели, склады оружия). 27 ноября было подписано соглашение о прекращении огня. 12 февраля оно было продлено до окончания Рамадана (29 марта).

#### Российско-украинская война
25 марта 2022 года канал «Аль Хадас», входящий в концерн «Аль-Арабия» (крупнейшая арабоязычная телекомпания в мире), сообщил о том, что российская ЧВК «Вагнер» якобы ведёт переговоры с «Хезболлой» об отправке боевиков в Украину. По данным «Аль-Хадас», «Вагнер» на этих переговорах будто бы представлял некто Александр Кузнецов. Со стороны «Хезболлы» выступил высокопоставленный член подразделения безопасности Наджи Хасан Аль Шартуни (позывной — Хадж Абу Али). Встреча якобы состоялась несколько дней назад, стороны договорились об отправке 800 боевиков «Хезболлы» в Украину через Беларусь.

### Наркотики и контрабанда
Минимум с 1970-х годов Ливан является одним из мировых лидеров среди производителей наркотиков. К 1997 году гражданская война практически уничтожила все другие сферы экономики, однако производство марихуаны стало доминирующим импортом, в котором принимали участие почти все этнические общины и силы, активные в Ливане. Именно «Хезболла» контролирует долину Бекаа, где сосредоточена значительная доля плантаций страны. С 1980-х годов сторонники «Хезболлы» занялись производством и торговлей кокаином в Колумбии, в зоне тройной границы, где встречаются границы Аргентины, Парагвая и Бразилии, а со временем и в Венесуэле и других частях Южной Америки. Существуют также указания на связь «Хезболлы» с мексиканским картелем Лос-Сетас, который мог ежемесячно поставлять в США кокаина на общую сумму до $200 млн.
Духовный лидер «Хезболлы» считает, что «торговля наркотиками морально приемлема, если наркотики продаются западным неверным в рамках войны против врагов ислама». Генеральный секретарь «Хезболлы» неоднократно отрицал причастность к производству наркотиков, но в разные годы сторонников организации задерживали с крупными партиями контрабанды по всему миру. К наиболее крупным арестам относятся:
- В 2005 году полиция Эквадора перехватила партию кокаина, связанную с «Хезболлой», стоимостью около $1 млн[126].
- В апреле 2009 года 17 человек были арестованы на голландском карибском острове Кюрасао за участие в «наркоторговле, связанной с „Хезболлой“»[126].
- В 2007—2009 годах колумбийские спецслужбы проводили расследование по контрабанде кокаина и отмыванию денег в Колумбии под руководством члена «Хезболлы». Колумбийские и американские агенты арестовали более 130 подозреваемых, конфисковали 23 миллиона долларов США[126].
- В 2011 году в США было предъявлено обвинение одному из сторонников «Хезболлы», который отмывал до $200 млн в месяц от продажи кокаина в Европе и на Ближнем Востоке через операции, расположенные в Ливане, Западной Африке, Панаме и Колумбии[126].
- В 2020 году группировку подозревали в связи с неудавшейся контрабандой 14 тонн амфетаминов в Италии. Хасан Насралла назвал обвинения западной пропагандой, не имеющей оснований[129].
- В 2021 году портовые власти Саудовской Аравии изъяли более 5 млн таблеток каптагона, спрятанных в партии гранатов из Ливана. Всего за 2015—2021 годы предпринимались попытки контрабандой ввезти из Ливана более 600 млн таблеток. «Хезболла» отрицала обвинения саудовских властей в связи с этими поставками, опасаясь ущерба сельскохозяйственному сектору из-за запрета на экспорт. И власти предприняли ряд шагов по усилению надзора за безопасностью и предотвращению контрабанды[23][130].

За 2008—2012 годы западноафриканский транзитный маршрут наркотиков в Европу вырос в четыре раза, достигнув объёма, почти равного рынку США. Предположительно, к тому моменту оборот кокаина в Западной и Центральной Африке приносил около $900 млн ежегодно. Установить долю «Хезболлы» в общих поставках невозможно, но ООН отмечала, что «кокаин, продаваемый через Западную Африку, составляет значительную часть доходов „Хезболлы“». В подконтрольных «Хезболле» пунктах близ ливано-сирийской границы также производят каптагон, который вывозят через третьи страны, чтобы скрыть причастность организации.
Кроме того, в 2014 году журналисты раскрыли связь «Хезболлы» с сетью по торговле людьми и оказанию секс-услуг, куда были вовлечены в основном сирийские женщины. В 2015 году «Хезболла» занималась незаконной перепродажей подержанных автомобилей в Соединённых Штатах, которые затем отправлялись и продавались в Западной Африке.

## Теракты и убийства
С момента основания «Хезболлу» связывают с крупными терактами. Эксперты по терроризму называют организацию пионером в атаках смертников с массовыми жертвами. Например, к антиамериканским терактам «Хезболлы» относятся взрывы грузовиков со смертниками у посольства США в Бейруте в апреле 1983 года и у его пристройки в сентябре 1984 году, казарм морской пехоты США в Бейруте в октябре 1983 года.
К наиболее крупным терактам «Хезболлы» относят угон самолёта TWA 847 в 1985 году и нападение на башни Хобар в Саудовской Аравии в 1996 году. ООН признала ответственность «Хезболлы» в убийстве премьер-министр Ливана Рафика Харири в 2005 году, что привело к Кедровой революции. В 2011 году трибунал возложил ответственность за нападение на командира Мустафу Бадреддина. В 2013 году болгарские власти назвали «Хезболлу» виновной во взрыве автобуса с израильскими туристами. В 2014-м организацию обвинили во взрыве бомбы возле бейрутского банка в знак протеста против попыток ливанской банковской системы закрыть счета, связанные с «Хезболлой». После взрыва аммиачной селитры в порту Бейрута в 2020 году христианское население страны винило «Хезболлу», хотя дальнейшее расследование не подтвердило эту версию.
Группировка организует «всемирную кампанию террора, охватывающую страны и континенты». В разные годы «Хезболла» планировала или осуществила теракты в Таиланде, Кении, Турции, Индии, Азербайджане, Кипре и Грузии. Кроме того, сторонники «Хезболлы» были замешаны в подготовку ряда неудавшихся терактов, включая нападения на израильских туристов в 2012 году на Кипре, атаку на израильских туристов в Перу и Таиланде в 2014 году. Также в 2013-м боевиков «Хезболлы» задержали с противотанковыми ракетами в Нигерии, в 2015 году — с 300 фунтами взрывчатки в Кувейте. Оперативников «Хезболлы» в США и других странах неоднократно ловили при наблюдении за стратегическими объектами.
| Характер           | Страна, дата                                       | Описание, жертвы |
| ------------------ | -------------------------------------------------- | --- |
| Серия похищений    | Ливан 1983—1992                                    | Всего похищено 29 американцев; трое убиты, среди них — начальник отделения ЦРУ и подполковник морской пехоты США.                                                                                              |
| Теракт             | Бейрут, Ливан; 18 апреля 1983 года                 | Террорист-смертник взорвал бомбу возле посольства США в Бейруте; 63 убитых, 120 раненых |
| Теракт             | Бейрут, Ливан; 23 октября 1983 года                | Террористы-смертники взорвали бомбу возле казарм морской пехоты США и Франции; 241 американец и 58 французов убиты, 128 американцев ранены                                                                     |
| Серия терактов     | Эль-Кувейт, Кувейт; 12 декабря 1983 года           | Взрывы возле посольств США и Франции, нападения на другие объекты, в том числе правительственные здания Кувейта, аэропорт, а также офисы и жилые районы американских предприятий; (5 убитых, более 80 раненых) |
| Теракт             | Франкфурт, Германия; 31 июля — 1 августа 1984 года | Захват рейса 747 авиакомпании Air France, следовавший из Франкфурта в Париж. |
| Теракт             | Бейрут, Ливан; 20 сентября 1984 года               | Атака на пристройку посольства США; 23 убитых, 60 раненых |
| Теракт             | Эль-Кувейт, Кувейт; 3—9 декабря 1984 года          | Захват рейса 221 авиакомпании Kuwait Airlines; Двое сотрудников USAID убиты |
| Теракт             | Афины, Греция; 14—30 июня 1985 года                | Рейс 847 TWA был угнан и доставлен в Алжир и Бейрут; водолаз ВМС США погиб |
| Серия терактов     | Париж, Франция; декабрь 1985 — сентябрь 1986 года  | Серия бомбардировок, в результате которой погибло 12 человек, 200 было ранено |
| Теракт             | Рим, Италия; 24 июля 1987 года                     | Захват рейса авиакомпании Air Afrique; один человек убит |
| Теракт             | Бангкок, Таиланд; 5—20 апреля 1988 года            | Захвачен рейс 422 компании Kuwait Airways; 2 пассажира погибли |
| Теракт             | Бангкок, Таиланд; 1 февраля 1990 год               | Трое саудовских дипломатов убиты в своих резиденциях |
| Теракт             | Буэнос-Айрес, Аргентина; 17 марта 1992 года        | Взрыв бомбы возле посольства Израиля; 29 убитых, 252 раненых |
| Теракт             | Берлин, Германия; 17 сентября 1992 года            | Четверо иранских курдских диссидентов убиты в результате нападения на кафе |
| Теракт             | Буэнос-Айрес, Аргентина; 18 июля 1994 года         | Взрыв возле здания Аргентинско-израильской ассоциации взаимного сотрудничества; 95 убитых, 200 раненых |
| Теракт             | Колон, Панама; 19 июля 1994 года                   | Террорист-смертник взорвал бомбу на борту рейса 901 ALAS Chiricanas, следовавшего из Колона в Панама-Сити; 21 человек убит                                                                                     |
| Теракт             | Лондон, Великобритания; 26 июля 1994 года          | Взрыв возле посольства Израиля; 15 раненых |
| Содействие теракту | Дахран, Саудовская Аравия; 25 июня 1996 года       | Взрыв возле башен Хобар, в котором «Хезболла» оказала логистическую поддержку; 19 американцев убиты, 372 ранены                                                                                                |
| Похищение          | ОАЭ; октябрь 2000 года                             | Похищен израильский офицер запаса и переправлен в Ливан вместе с солдатами, похищенными на фермах Шебаа. |
| Теракт             | Бейрут, Ливан; 14 февраля 2005 года                | Террорист-смертник взорвал бомбу, которая убила бывшего премьер-министра Ливана и ранила 231 человека |
| Теракт             | Кербела, Ирак; 20 января 2007 года                 | Нападение на Объединённый координационный центр провинции Кербела, 5 американцев убиты. |
| Военный захват     | Бейрут, Ливан; май 2008 года                       | Боевики захватили Бейрут после того, как правительство Ливана попыталось усилить контроль над коммуникационной инфраструктурой «Хезболлы»; не менее 84 убитых, 119 раненых                                     |
| Взрыв              | Стамбул, Турция; май 2011 года                     | По некоторым данным, «Хезболла» была связана с терактом вблизи городского рынка, хотя турецкая разведка опровергла эти заявления                                                                               |
| Теракт             | Бургас, Болгария; 18 июля 2012 года                | Взрыв автобуса с израильскими туристами; 6 убиты, в том числе болгарский водитель, не менее 32 ранены |
| Убийство           | Ливан; 19 октября 2012 года                        | Убийство главы Информационного бюро сил внутренней безопасности Ливана Виссам аль-Хасан; семь убитых, 78 раненых                                                                                               |
| Убийство           | Ливан; 27 декабря 2013 года                        | Убийство бывшего министра финансов Ливана Мухаммеда Шатаха; 5 убитых, 70 раненых |

С 1980-х годов группа поддерживала «дневные лагеря» для подготовки террористов по всей долине Бекаа и Баальбека. В некоторых из них обучение проводят Корпус стражей исламской революции и Министерство разведки Ирана. Также обучение в таких лагерях проходили боевики из таких разрозненных организаций, как баскская сепаратистская группировка E.T.A., Красные бригады, Рабочая партия Курдистана и Ирландская республиканская армия прошла подготовку в этих лагерях. Специальные ячейки организации существовали в Европе, Северной и Южной Америке и Восточной Азии. Так, директор ЦРУ в 2003 году называл обладающую возможностями и присутствием по всему миру «Хезболлу», вероятно, более опасной, чем Аль-Каида.
По сообщениям спецслужб, боевики «Хезболлы» также ведут записи наблюдения американских дипломатических объектов в Южной Америке, Юго-Восточной Азии и Европе. «Хезболла» нередко захватывали заложников и пытала людей, подозреваемых в сотрудничестве с Израилем, прежде чем передать их ливанским властям.

## Связи организации

### Хезболла и ХАМАС
Обе организации часто рассматривают как подконтрольные правительству Ирана структуры, которые поддерживают друг друга. В 2000—2006 годах ХАМАС не вмешался в ливано-израильское противостояние, что позволило «Хезболле» заявлять о единоличной «победе» над Израилем. Позднее присутствие и стратегия «Хезболлы» в Ливане, предположительно, стали образцом для ХАМАС с точки зрения военных, политических и медийных операций.
По данным израильских военных, именно при содействии «Хезболлы» ХАМАС «производит самые смертоносные бомбы». Известно, что эти две группировки настолько близки, что у ХАМАСа были офисы и резиденции нескольких высокопоставленных чиновников в южных пригородах Бейрута. Но в середине 2013 года «Хезболла» попросила их покинуть Дахию, южный пригород Бейрута. Разногласие между военными группировками началось на фоне идеологических различий. Во время Гражданской войны в Сирии ХАМАС отказался поддержать правительство Башара Асада, тогда как многие командиры «Хезболлы» получили полезный опыт в боях за усиление режима Асада.
Подъём «Братьев-мусульман» под руководством бывшего президента Мухаммеда Мурси в Египте побудил ХАМАС углублять связи с Каиром. Это усугубило растущий раскол, который отделил ХАМАС от «Хезболлы» и их традиционных союзников, Ирана и Сирии. Взаимоотношения двух организаций улучшились только к 2017 году, когда генеральный секретарь «Хезболлы» Хасан Насралла принял в Бейруте заместителя главы политбюро ХАМАС Салеха аль-Арури.

### Хезболла и Аль-Каида
Эксперты расходятся во мнениях относительно отношений между группировками: хотя один допускают сотрудничество между «Аль-Каидой» и «Хезболлой» из-за их общих интересов, другие предполагают межконфессиональное соперничество. По свидетельствам отдельных террористов, «Хезболла» предоставляла молодой организации «Аль-Каида» взрывчатку и проводила обучение в обмен на деньги и рабочую силу. Хотя Комиссия по терактам 11 сентября 2001 года не обнаружила никаких доказательств того, что Иран или «Хезболла» заранее знали о заговоре 11 сентября, в отчёте комиссии отмечается, что Иран и «Хезболла» несколько раз оказывали помощь «Аль-Каиде». Так, в 1993 году террористы проходили обучение в ливанской долине Бекаа. Кроме того, «Хезболла» и «Аль-Каида» сотрудничают в отмывании денег, контрабанде и подделке документов. Руководство ливанской группировки отрицало какую-либо связь с «Аль-Каидой».

## Отношение к организации
| Название                      |
| ----------------------------- |
| Австралия                     |
| Австрия                       |
| Аргентина                     |
| Бахрейн                       |
| Великобритания                |
| Гватемала                     |
| Германия                      |
| Гондурас                      |
| Израиль                       |
| Канада                        |
| Колумбия                      |
| Косово                        |
| Литва                         |
| Нидерланды                    |
| Новая Зеландия                |
| Объединённые Арабские Эмираты |
| Парагвай                      |
| Сербия                        |
| Словения                      |
| Соединённые Штаты Америки     |
| Чехия                         |
| Эстония                       |

### В Ливане
Отношение к «Хезболле» в Ливане неоднозначное. Политики, связанные с боевиками, открыто поддерживают организацию. Например, бывший министр информации и туризма Ливана Мишель Самаха называл её «законной организацией сопротивления, защищающей свою землю против израильских оккупационных сил». Но ряд политиков считает её агрессию неоправданной, обвиняют в пособничестве Ирану и Сирии. Оппоненты партии открыто называют её террористической.
Опросы ливанского населения показывают постепенно нарастающее недовольство действиями «Хезболлы» в стране, её ролью в коррупции, запугивании и остром экономическом кризисе, охватившем страну. Так, в 2006 году большинство ливанцев всех основных религиозных групп, поддерживало «Хезболлу» в её конфронтации с Израилем (87 %) и не доверяли Соединённым Штатам как посреднику (90 %). К 2017 году среди шиитов полное одобрение организации сократилось до 83 %, к 2020-му — до 66 %. Исследователи Ближневосточного центра Карнеги в Бейруте подчёркивают недовольство «Хезболлой» среди христианской части населения.

### В России
Россия поддерживает дружеские отношения с Хезболлой и не признаёт её террористической организацией. Лидеры Хезболлы неоднократно с официальным визитом посещали Москву по приглашению президента РФ. С начала своего военного присутствия в Сирии российские военные прямо сотрудничали с Хезболлой, занимаясь координацией действий и подготовкой совместных операций в боях против антиправительственной оппозиции. Хезболла получает возможность закупать у Москвы современное (в том числе и ракетное) вооружение, которое используется для обстрелов Израиля. Российские противотанковые средства также сыграли значительную роль в операциях Хезболлы против Армии обороны Израиля во время войны в Ливане в 2006 году.

### В мире
- «Хезболла» была признана террористической организацией правительством США в 1997 году и правительством Канады в 2010 году[15][73]. Министерство финансов США впервые ввело санкции против «Хезболлы» в 1995 году, в 2012-м — включило «Хезболлу» под свои санкции, направленные против сторонников режима Асада[51].
- Нидерланды назвали «Хезболлу» террористической организацией ещё в 2004 году[159] и призывали к подобным мерам на уровне Европейского союза[160]. Но ЕС назначил этот статус только военному крылу организации в 2013-м[175][176]. В дополнение некоторые члены ЕС ввели частичный или полный запрет на деятельность «Хезболлы». В собственные списки террористов её внесло правительство Австрии[149], Германии[154], Литвы[158], Словении[163], Сербии[162], Эстонии[165] и Чехии[164].
- В 2016 году Лига арабских государств и Совет сотрудничества стран Персидского залива назвали «Хезболлу» террористической организацией, сославшись на «враждебные действия» со стороны вооружённой группы[177][178]. Одновременно Бахрейн и ОАЭ опубликовали свои списки террористических организаций, которые включали «Хезболлу»[151].
- В 2018 году Саудовская Аравия включила в список террористов несколько человек, связанных с «Хезболлой», в том числе её лидера Хасана Насраллу и его заместителя Наима Касема[179].
- К 2019 году вне закона в Великобритании были признаны как военная группировка, так и политическое крыло «Хезболлы»[152].
- В 2019 году Аргентина стала первой страной в Латинской Америке, которая включила «Хезболлу» в список террористических организаций. Решение было приурочено к годовщине одно из терактов организации в Буэнос-Айресе[150]. Позднее такое решение приняли власти Парагвая[161] и Колумбии[156], а также такие страны Центральной Америки, как Гондурас[155] и Гватемала[153].
- С 2021 году Косово также объявило военное крыло «Хезболлы» террористической группировкой[157].
- Организация внешней безопасности «Хезболлы» была признана террористической организацией в Австралии с 2003 года, с 2021-го — этот статус получило и политическое подразделение организации. Такой же позиции придерживается правительство Новой Зеландии[148].

Ряд стран не признаёт «Хезболлу» террористической организацией, к ним относятся Алжир, Куба, Иран и Сирия.